# Universitat de Vigo
La Universitat de Vigo (nom oficial, en gallec: Universidade de Vigo, àlies: UVIGO) és una institució d'ensenyament superior amb seu al municipi pontevedrès de Vigo, en l'actualitat regida pel Professor Doctor Sr Alberto Gago.
La Universitat de Vigo desenvolupa la seva activitat amb independència administrativa, i forma part de laComissió Interuniversitària de Galícia(CiUG), òrgan pertanyent a la Conselleria d'Educació i Ordenació Universitària de la Xunta de Galícia.

## Història
Va ser fundada el 1990 a partir de la segregació dels mitjans de la Universitat de Santiago de Compostel·la (USC), fins aquell moment l'única universitat  gallega, en tres: la mateixa USC, i les noves Universitat de la Corunya i Universitat de Vigo. El seu antecedent és el Col·legi Universitari de Vigo, creat en els anys 70 amb el patrocini de la Caixa d'Estalvis Municipal de Vigo (avui Caixanova), i el Col·legi Universitari d'Ourense, inaugurat el 1988.
Actualment (2022) compta amb 18.577 alumnes matriculats, havent registrat un continu descens des del màxim de 29.000 alumnes del curs 1999/2000. Per campus, Ourense té 4.667 alumnes, Pontevedra 3.905 i Vigo 9.904.

## Els campus de laUniversidade
La Universitat de Vigo està caracteritzada per la dispersió geogràfica de les seves ciutats. Compte amb tres campus, localitzats en les tres ciutats del sud de Galícia: el Campus de Vigo, en part situat a As Lagoas-Marcosende i en part en el centro urbano (Torrecedeira); al Campus d'Ourense i el de Pontevedra (A Xunqueira).
El Campus de Lagoas-Marcosende es troba a uns 10 km del nucli urbà, ocupant el límit dels termes municipals de Vigo (parròquia de Zamáns) i Mos. El seu plantejament urbanístic i el seu aspecte definitiu són obra de l'arquitecte Enric Miralles. Alberga totes les dependències administratives de la universitat després d'haver estat traslladades des de l'antic edifici del rectorat de la calle Porto.
El campus d'Ourense es troba integrat en el nucli urbà, i en la pràctica es troba separat en dos per l'antiga carretera a Ponferrada, havent una passarel·la de vianants que uneix les dues parts. No obstant això, la Universitat té intenció de promoure l'enterrament de la via en aquest punt i unir així ambdós campus. La creació d'un Vicerectorat de Planificació per aquest campus en l'anterior equip rectorial va suposar un gran impuls al seu desenvolupament.

## Oferta acadèmica (Títol de grau)

### Campus d'Ourense
- Enginyeria Tècnica Agrícola en Indústries Agràries i Alimentàries
- Enginyeria Tècnica en Informàtica de Gestió
- Ciència i Tecnologia dels Aliments (2n cicle)
- Enginyeria Informàtica (2n cicle)
- Llicenciatura en Física
- Diplomatura en Infermeria
- Llicenciatura en Dret
- Llicenciatura en Història
- Diplomatura en Ciències Empresarials
- Diplomatura en Educació social
- Diplomatura en Treball Social
- Diplomatura en Turisme
- Llicenciatura en Administració i Direcció d'Empreses (2n Cicle)
- Mestre en Educació Especial
- Mestre en Educació Infantil
- Mestre en Educació Primària
- Mestre en Llengua Estrangera
- Llicenciatura en Psicopedagogia (2n cicle)

### Campus de Pontevedra
- Enginyeria Tècnica Forestal en Indústries Forestals
- Llicenciatura en Ciències de l'Activitat Física i l'Esport
- Diplomatura en Fisioteràpia
- Diplomatura en Infermeria
- Llicenciatura en Publicitat i Relacions Públiques
- Llicenciatura en Comunicació Audiovisual
- Diplomatura en Gestió i Administració Pública
- Mestre en Educació Física
- Mestre en Educació Infantil
- Mestre en Educació Musical
- Mestre en Educació Primària
- Llicenciatura en Belles Arts

### Campus de Vigo (Lagoas-Marcosende)
- Enginyeria de Mines
- Enginyeria Industrial
- Enginyeria de Telecomunicació
- Enginyeria Tècnica de Telecomunicació, especialitat en Sistemes de Telecomunicació
- Enginyeria Tècnica de Telecomunicació, especialitat en So i Imatge
- Llicenciatura en Biologia
- Llicenciatura en Ciències del Mar
- Llicenciatura en Química
- Llicenciatura en Dret (Rama Econòmic-Empresarial)
- Llicenciatura en Direcció i Administració d'Empreses
- Llicenciatura en Economia
- Diplomatura en Relacions Laborals
- Llicenciatura en Traducció i Interpretació castellà-anglès
- Llicenciatura en Traducció i Interpretació castellà-francès
- Llicenciatura en Traducció i Interpretació gallec-anglès
- Llicenciatura en Filologia Hispànica
- Llicenciatura en Filologia Anglesa

### Campus de Vigo (Torrecedeira)
- Enginyeria Tècnica Industrial en Electricitat
- Enginyeria Tècnica Industrial en Electrònica Industrial
- Enginyeria Tècnica Industrial en Mecànica
- Enginyeria Tècnica Industrial en Química Industrail
- Diplomatura en Infermeria (MEIXOEIRO)
- Diplomatura en Infermeria (Povisa)
- Diplomatura en Ciències Empresarials
- Mestre en Educació Infantil
- Mestre en Educació Primària